# Ratusz Głównego Miasta w Gdańsku
Ratusz Głównego Miasta w Gdańsku (niem. Rechtstädtisches Rathaus) – zabytkowy ratusz na Głównym Mieście w Gdańsku. Jest to gotycko-renesansowa budowla, usytuowana na styku ulicy Długiej i Długiego Targu, która dominuje nad panoramą Drogi Królewskiej, najbardziej reprezentacyjnego traktu tej części miasta. W ratuszu Głównego Miasta mieści się Muzeum Gdańska.

## Położenie

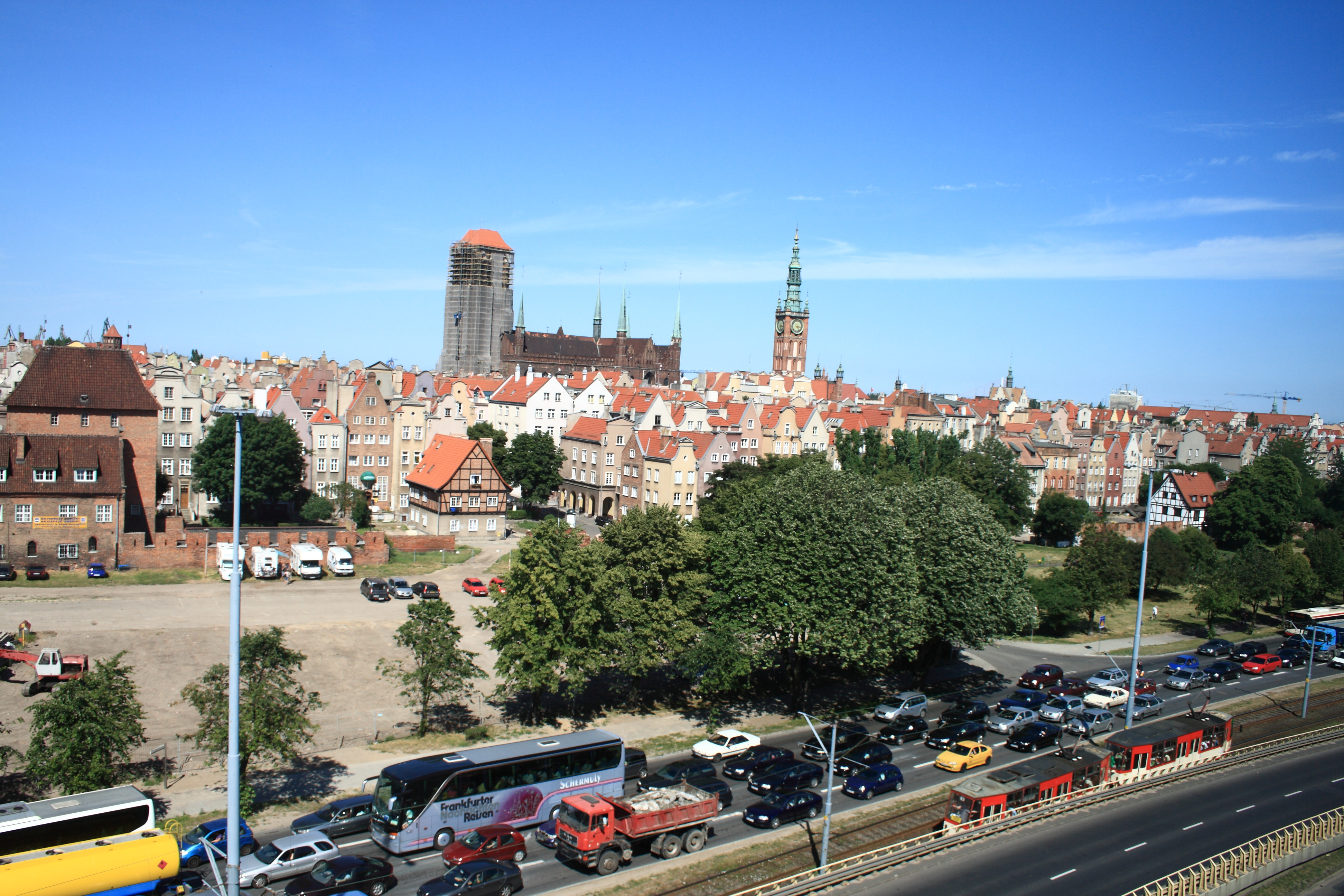
Ratusz Głównego Miasta i bazylika dominujące nad kamienicami Głównego Miasta

Ratusz Głównego Miasta w Gdańsku znajduje się przy ulicy Długiej, w ciągu Drogi Królewskiej. Budynek znajduje się w grupie zabudowań pomiędzy ulicami: Długą, Kramarską, Piwną i Kaletniczą, na rogu dwóch pierwszych. Jest drugim po bazylice konkatedralnej Wniebowzięcia Najświętszej Maryi Panny pod względem wysokości budynkiem Głównego Miasta, najbardziej reprezentatywnej części gdańskiego Śródmieścia.

## Historia

### Geneza
Za pierwszy ratusz w Gdańsku zazwyczaj uznaje się przebudowany kantor, wzniesiony na podstawie przywileju króla Władysława Łokietka w 1298 – początkowo pełnił on funkcje sądownicze. Budynek ten przetrwał do 1336, kiedy to została ukończona kolejna siedziba rajców miejskich. Była ona jednak zbyt mała, więc niektóre instytucje municypalne zostały umiejscowione poza nią.

### Budowa i pierwsze rozbudowy
Najstarsze fragmenty ratusza pochodzą z lat 1327–1336 – budynek ten był jednak niewielki, co stworzyło konieczność rozbudowy już po kilkunastu latach.
W XIV wieku przebudowano Główne Miasto, a w 1346 zmieniono ustrój miejski z lubeckiego na chełmiński. Reforma ta uwzględniała, między innymi, rozdzielenie roli rady miejskiej (zajmującej się ustanawianiem miejscowego prawa) i ławy miejskiej (zajmującej się sądownictwem). Rozdzielenie funkcji spowodowało, że musiały istnieć dwie niezależne sale dla tych instytucji. W 1357 istniał na miejscu obecnego ratusza, ratusz tymczasowy.
Pierwsza poważna rozbudowa budynku ratusza rozpoczęła się w 1378, kiedy miastu zostało nadane pełne prawo chełmińskie. Kierowana przez Henryka Ungerdina przebudowa trwała do 1382. Wówczas to wybudowano nowe pomieszczenia dla wagi miejskiej oraz salę sądową (obecnie Sala Czerwona). Zlikwidowano również strop pomiędzy parterem a pierwszym piętrem oraz ściany działowe, uzyskując wielką reprezentacyjną salę rady miejskiej (obecnie Sala Biała). Z tej przebudowy do dziś zachował się obrys frontu budynku od strony ulicy Długiej. Siedziba miejska z powodów ideologicznych nie mogła być zbyt wystawna. Dopiero po usunięciu Zakonu Krzyżackiego z miasta budowla mogła zostać rozbudowana.
W latach 1454–1457, w związku z przybyciem do Gdańska króla Kazimierza Jagiellończyka, ratusz został rozbudowany. Podczas przebudowy nadbudowano poddasze i wymieniono elewację frontową. Pracami kierował Hans Kreczmar. W latach 1486–1488 została wykonana wieża ratuszowa; budową kierował Henryk Hetzel. Wieża została wykończona przez Michała Enkingera wysokim hełmem w 1492, który spłonął już w 1494. W 1504 ratusz odwiedził Aleksander Jagiellończyk.
Ogólny rozwój miasta oraz poszerzenie samorządu miejskiego przez króla Zygmunta I Starego w 1526 o tzw. trzeci ordynek (pierwszy stanowiła rada, drugi – ława), stanowiący reprezentację kupiectwa i cechów rzemieślniczych, spowodowały dalszą rozbudowę obiektu. W dotychczasowych gabarytach nie mógł on już spełniać zarówno stałych funkcji – urzędował w nim burmistrz, obradowała rada miasta, wyrokował sąd (nazywany wetowym), miał swą siedzibę burgrabia (będący reprezentantem króla polskiego w mieście) – jak i okazjonalnych. Około 1537 zaczęto wznosić wokół dziedzińca, na miejscu dawnego zajazdu, dwukondygnacyjną oficynę; po tej przebudowie zachował się obecny obrys budynku.

### Pożar i odbudowa

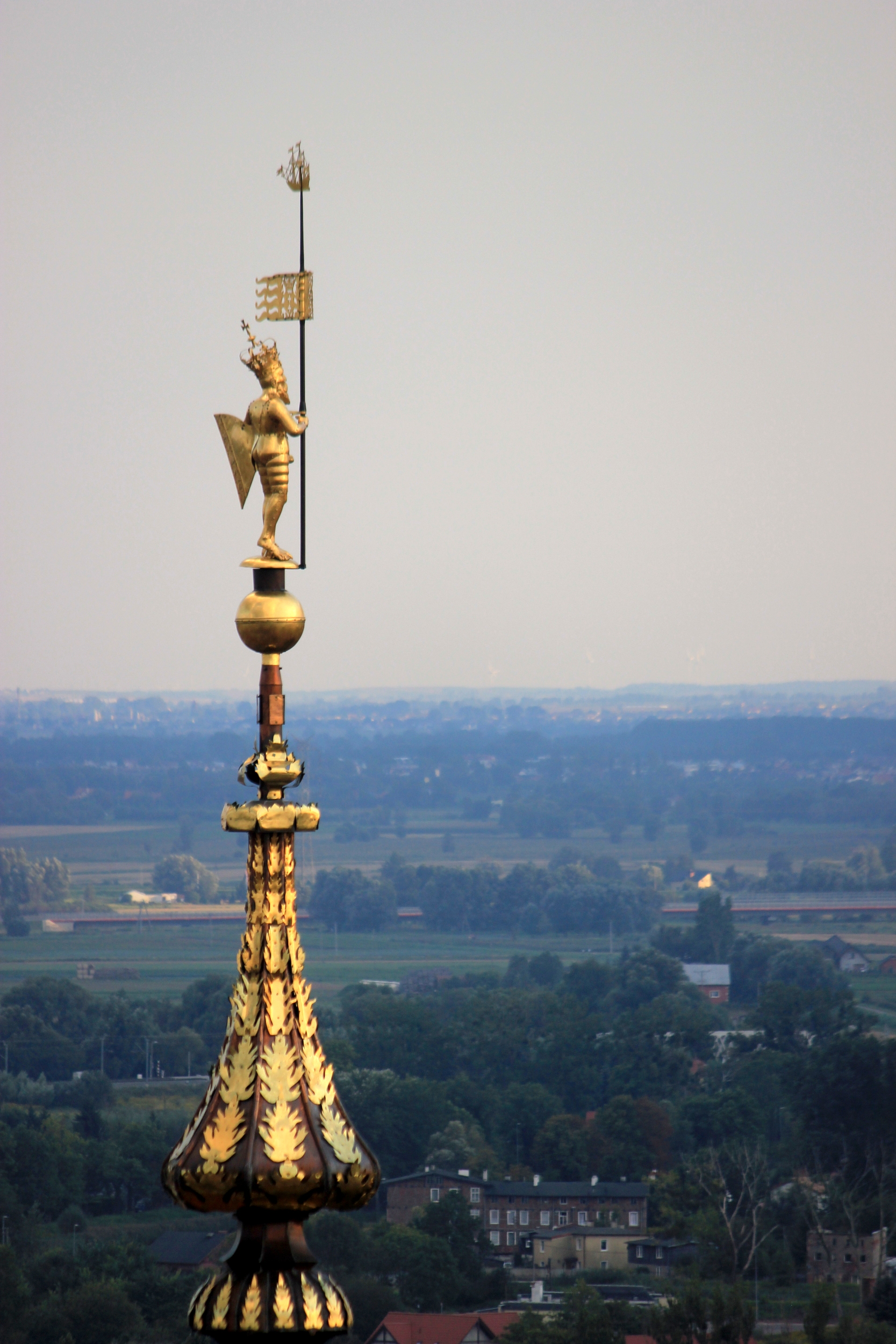
Figura króla Zygmunta II Augusta na szczycie wieży

3 października 1556 wybuchł w ratuszu groźny pożar (przyczyną pożaru było zaprószenie ognia z kominka w sali Wety), który dość poważnie uszkodził jego konstrukcję, a zniszczeniu uległo wyposażenie sali sądowej. Usuwanie skutków pożaru trwało 6 lat i zapoczątkowało przebudowę gmachu w stylu renesansowym. Rada miejska na czas odbudowy przeniosła się do ocalałych pomieszczeń ratusza oraz do tymczasowych pomieszczeń wokół dziedzińca. W latach 1559–1560 wykonano nowy hełm wieży, a także nową elewację. 23 września 1561 na szczycie hełmu ustawiono pozłocony posąg panującego wówczas w Polsce króla Zygmunta II Augusta. Z tej okazji, tego samego dnia odbył się pierwszy koncert zainstalowanego wówczas 14-dzwonowego carillonu automatycznego.

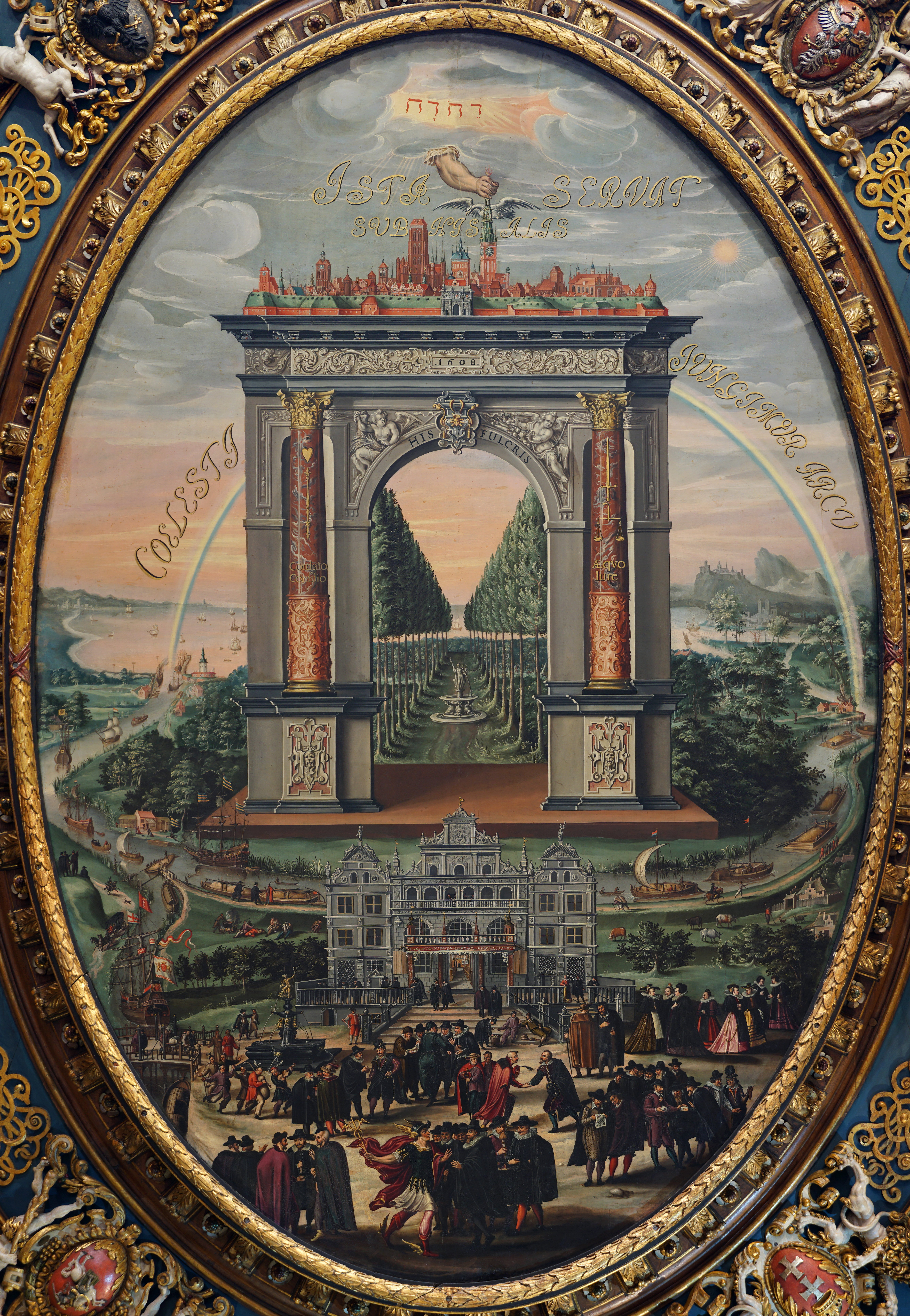
Obraz „Apoteoza Gdańska”, zwany też „Alegorią handlu gdańskiego”, Izaak van den Blocke, 1608, Wielka Sala Rady (tzw. Sala Czerwona)

Bogacące się na pośrednictwie handlowym gdańskie mieszczaństwo dążyło do podkreślenia pozycji miasta również poprzez nadanie odpowiedniego splendoru ratuszowym wnętrzom. W ich upiększaniu w końcu XVI i na początku XVII wieku brali udział twórcy złotego wieku sztuki gdańskiej, tacy mistrzowie, jak Izaak van den Blocke, Hans Vredeman de Vries, Willem van der Meer, Anton Möller i Simon Herle. Ogólne kierownictwo nad pracami sprawował Antoni van Obberghen, pełniący w tym czasie funkcję budowniczego miejskiego. Podwyższono mury budowli, wymieniono okna gotyckie na renesansowe, a wnętrza przebudowano według wzorców weneckich. Widać to np. w wystroju Sali Czerwonej, której zdobnictwo przypomina Pałac Dożów w Wenecji.
Najbardziej reprezentacyjną kondygnacją stało się pierwsze piętro. Mieściło ono najważniejsze sale ratusza: Wielką Salę Rady, zwaną również Salą Czerwoną, i Wielką Salę Wety, nazywaną od XIX wieku Salą Białą. Również we wnętrzach oficyny, do której w drugiej połowie XVI wieku dobudowano dwa skrzydła (północne i wschodnie), stworzono piękne pomieszczenia, między innymi Małą Salę Rady (zwaną też Zimową) i Małą Salę Sądu Wetowego (Sala Kominkowa). Oficyna i skrzydła boczne utworzyły wewnętrzny dziedziniec w kształcie prostokąta.
W 1635 ukazała się miedziorytowa panorama Gdańska Jakuba Hoffmanna dedykowana Adamowi Kazanowskiemu, w opisie której znajduje się następujące zdanie: kunsztowny zegar na wieży ratuszny Prawego Miasta jest, który na każdą godzinę w cymbały graje.

### Panowanie pruskie i Wolne Miasto Gdańsk

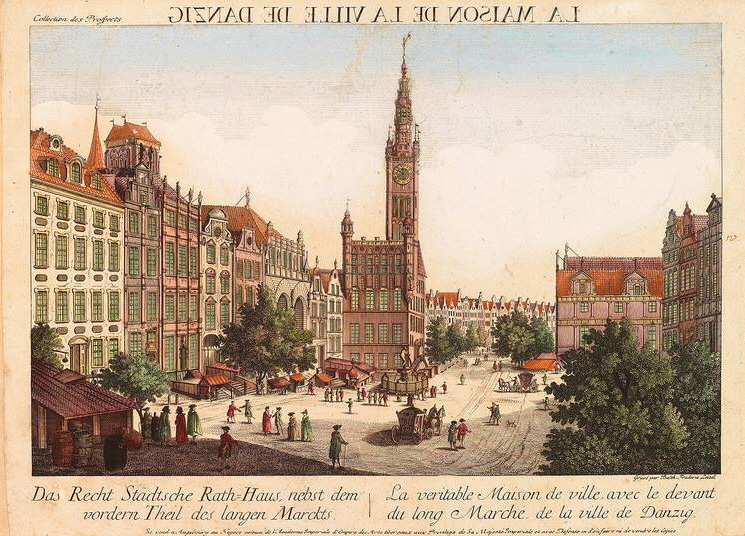
Ratusz Głównego Miasta w połowie XVIII wieku (rycina lustrzana)

Zajęcie Gdańska przez Prusy w ramach II rozbioru Polski spowodowało zmiany w ustroju miasta. Znalazło to też odbicie w nowym układzie funkcjonalnym ratusza, między innymi w dawnej Sali Kasy Miejskiej (kamlarii) urządzono gabinet burmistrza. Miasto zubożało, zmniejszył się również zakres obowiązków magistratu. Stąd do ratusza przeniosła się administracja terytorialna.
W latach 1823–1824 przeprowadzono remont ratusza, podczas którego usunięto dawne tynki z malowidłami i zastąpiono je nowymi. W 1846 nadbudowano czwartą kondygnację. Około 1910 wykonano drobne remonty w ratuszu.
Podczas dwudziestolecia międzywojennego w ratuszu założono centralne ogrzewanie, komin został poprowadzony od strony dziedzińca, wzdłuż ściany południowej.

### II wojna światowa i odbudowa

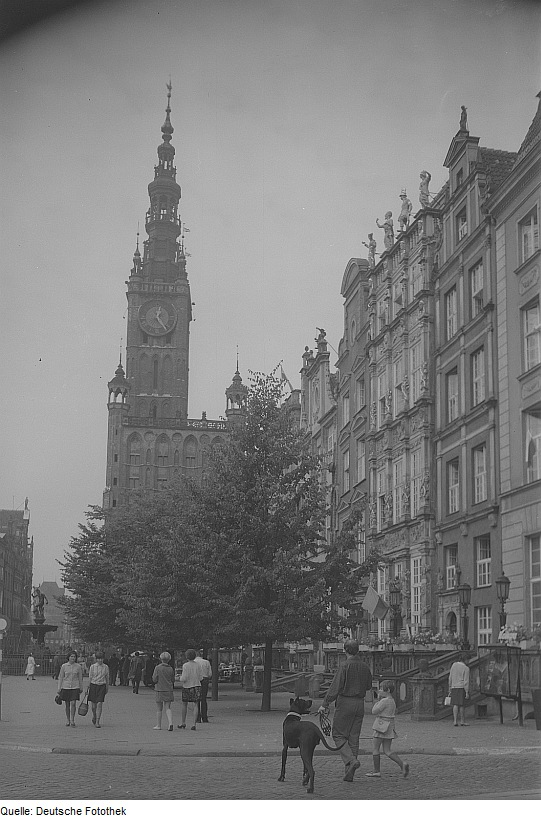
Ratusz Głównego Miasta w latach 60.

Podczas działań wojennych Gdańsk był kilkakrotnie bombardowany przez samoloty alianckie, ale Główne Miasto prawie nie ucierpiało. Podczas wojny z Gdańska ewakuowano wnętrza cennych zabytków. Meble i obrazy zostały poukrywane na pomorskich wsiach, jednak słabe warunki powodowały, że cenne zabytki niszczały.
W marcu 1945, podczas natarcia Armii Czerwonej i bezpośredniego ostrzału miasta, pożar strawił hełm wieży i drewniane stropy, a mury dodatkowo ucierpiały od pocisków i bomb. Ocalałe ich fragmenty były tak nadwątlone, że nawet zwykła burza groziła katastrofą. Według wstępnych ustaleń budynek nie nadawał się do odbudowy i zakwalifikowany został do rozbiórki. Ostatecznie jednak udało się go uratować.
W maju 1945 Armia Czerwona przekazała miasto polskiej administracji. W czerwcu ewakuowane zabytki wróciły do miasta. Ze względu na zniszczenia budynków, cenne okazy zostały zdeponowane początkowo w Składnicy Muzealnej w Oliwie. Rozpoczęta w 1946 odbudowa ratusza była przedsięwzięciem trudnym – zaliczana jest do wybitnych osiągnięć polskiej powojennej sztuki konserwatorskiej. Przy odbudowie elewacji wykorzystano dzieła sztuki, przedstawiające zabytek. Architekci wzorowali się na wyglądzie ratusza z obrazu Grosz Czynszowy gdańskiego malarza Antona Möllera.
W październiku 1952 wnętrza ratusza zostały przekazane Muzeum Pomorskiemu w Gdańsku.
Po wielu pracach murarsko-konserwatorskich, 2 kwietnia 1970, odbudowany ratusz przekazano na siedzibę Muzeum Historii Miasta Gdańska (od 2000 nosi ono nazwę Muzeum Historyczne Miasta Gdańska). Odbudowa ratusza zbiegła się w czasie z obchodami XXV-lecia wyzwolenia Gdańska. Do ratusza powróciły zabytkowe obrazy i meble, które przetrwały wojnę, a po niej zostały zdeponowane w Muzeum Pomorskim.
W 2000 na ratuszowej wieży został zamontowany nowy (37-dzwonowy) carillon, wykonany przez holenderską ludwisarnię Koninklijke Eijsbouts w Asten.
W 2018 zakończyła się renowacja XVIII-wiecznych przedproży Ratusza. Autorem reprezentacyjnych schodów prowadzących do wykonanego z piaskowca portalu był gdański rzeźbiarz Daniel Eggert. W ramach prac wzmocniono fundamenty przedproży, których kamienna konstrukcja zaczęła osiadać. Po zdemontowaniu kamiennych elementów usunięto nawarstwione tynki, rozebrano elementy wtórne, wzmocniono i naprawiono konstrukcje fundamentów, uzupełniono widoczne ubytki w substancji zabytkowej oraz wykonano nową izolację przeciw wilgoci. Odrestaurowanie zabytku kosztowało ponad 200 tys. zł.
W 2019 przeprowadzono remont „Wielkiego Krzysztofa” – niewielkiego pomieszczenia (20 metrów kwadratowych) przylegającego do jednego z narożników Wielkiej Sali Wety i służącego do początku XX wieku jako archiwum miejskie – miejsce przechowywania najważniejszych dokumentów miejskich, takich jak przywileje i księgi gruntowe. W ramach prac konserwatorskich odrestaurowano malowidła z 1583, symbolizujące związek Gdańska i Pomorza z Rzecząpospolitą. W 2021 rozpoczęto renowację dębowych drzwi prowadzących z Wielkiej Sali Wety do archiwum, które uznano za najstarsze drzwi w mieście (prawdopodobnie z l. 80. XIV w.).

## Architektura

### Wnętrza

#### Komora palowa
Komora palowa jest najstarszą częścią ratusza. Pierwotnie mieściła się tu sala kupiecka; w miejscu tym pobierano miejskie podatki. Dawne wyposażenie tej sali nie zachowało się. Jedynym zachowanym elementem jest kawałek stropu. W 2016 w pomieszczeniu odkryto fresk z I połowy XV w. przedstawiający ukrzyżowanego Chrystusa, co sugeruje, że mogła się tu mieścić kaplica ratuszowa. Prowadzone równolegle badania stropu wykazały, że wykorzystane do jego budowy drewno ścięto zimą 1378/1379.

#### Sień
Sień to bogato zdobiony korytarz. W sieni znajdują się bogato zdobione schody. Wnętrze sieni zostało częściowo usunięte w XIX wieku. W czasie II wojny światowej wnętrze wraz ze schodami zostało zniszczone przez pożar. Galeria i schody zostały odtworzone na podstawie zachowanych fragmentów oraz dawnych fotografii. Zachowane elementy zostały wyróżnione ciemniejszym lakierem (fragment grzebienia i jedna tralka).

#### Sala biała

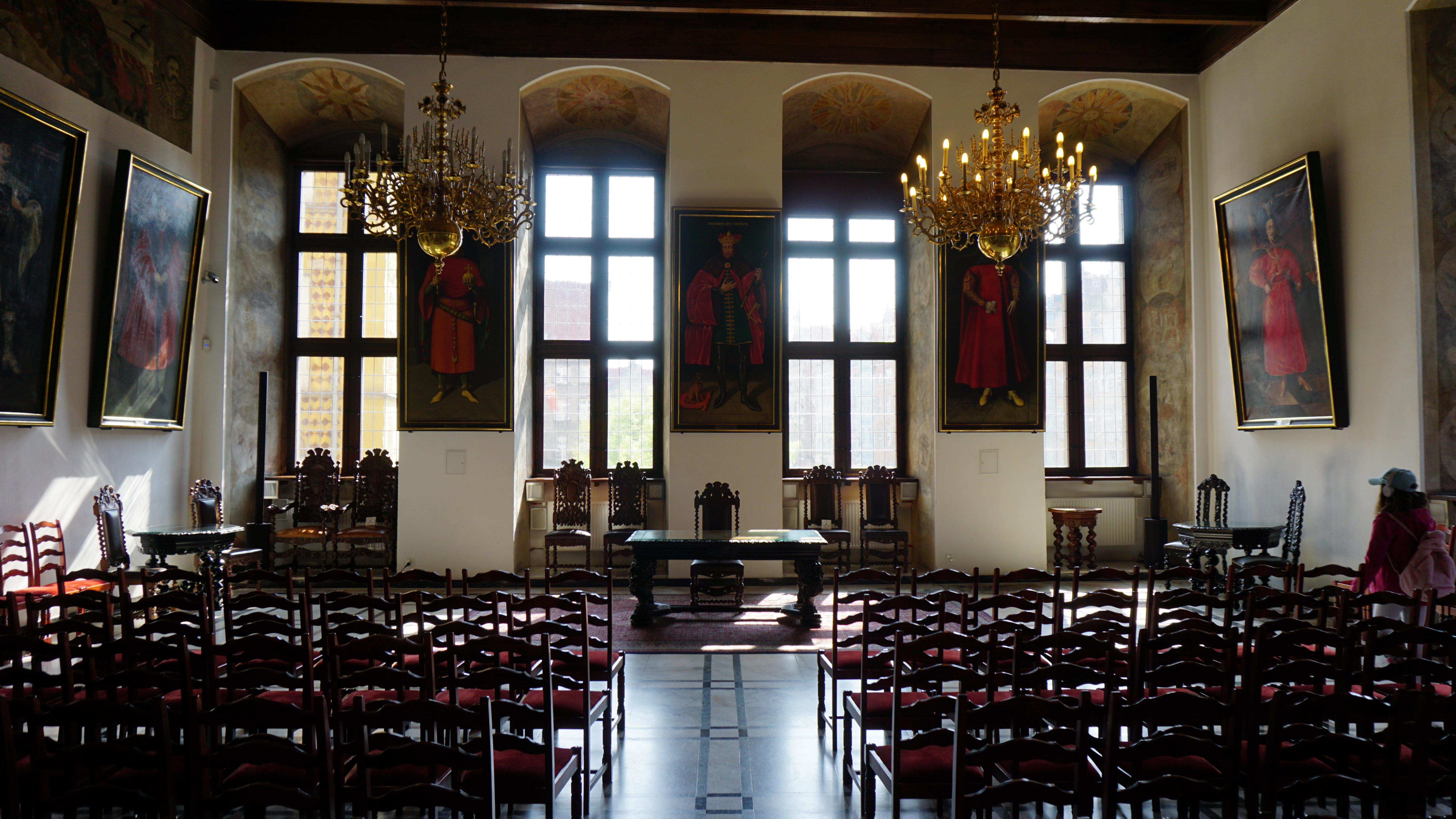
Sala Biała

Sala biała była najbardziej reprezentatywnym pomieszczeniem w ratuszu. Wewnątrz odbywały się sądy, audiencje królewskie oraz reprezentanta króla oraz ceremonie nadawania obywatelstwa. W tej sali podpisano większość międzynarodowych porozumień i umów podpisywanych w Gdańsku.
Salę zdobią portrety królów polskich oraz wielki marmurowy kominek. W sali kiedyś znajdowały się również obraz Krzysztofa Boguszewskiego przedstawiający 22 sceny z Bitwy pod Grunwaldem oraz Bitwa Oliwska Bartłomieja Milwitza. Obrazy te zostały zdjęte przez władze pruskie i nie zachowały się. W trakcie powojennej odbudowy zlikwidowano powstałe w latach 1841–1842 zdobienia przedstawiające historię Prus i przywrócono wygląd dawniejszy.

#### Sala czerwona

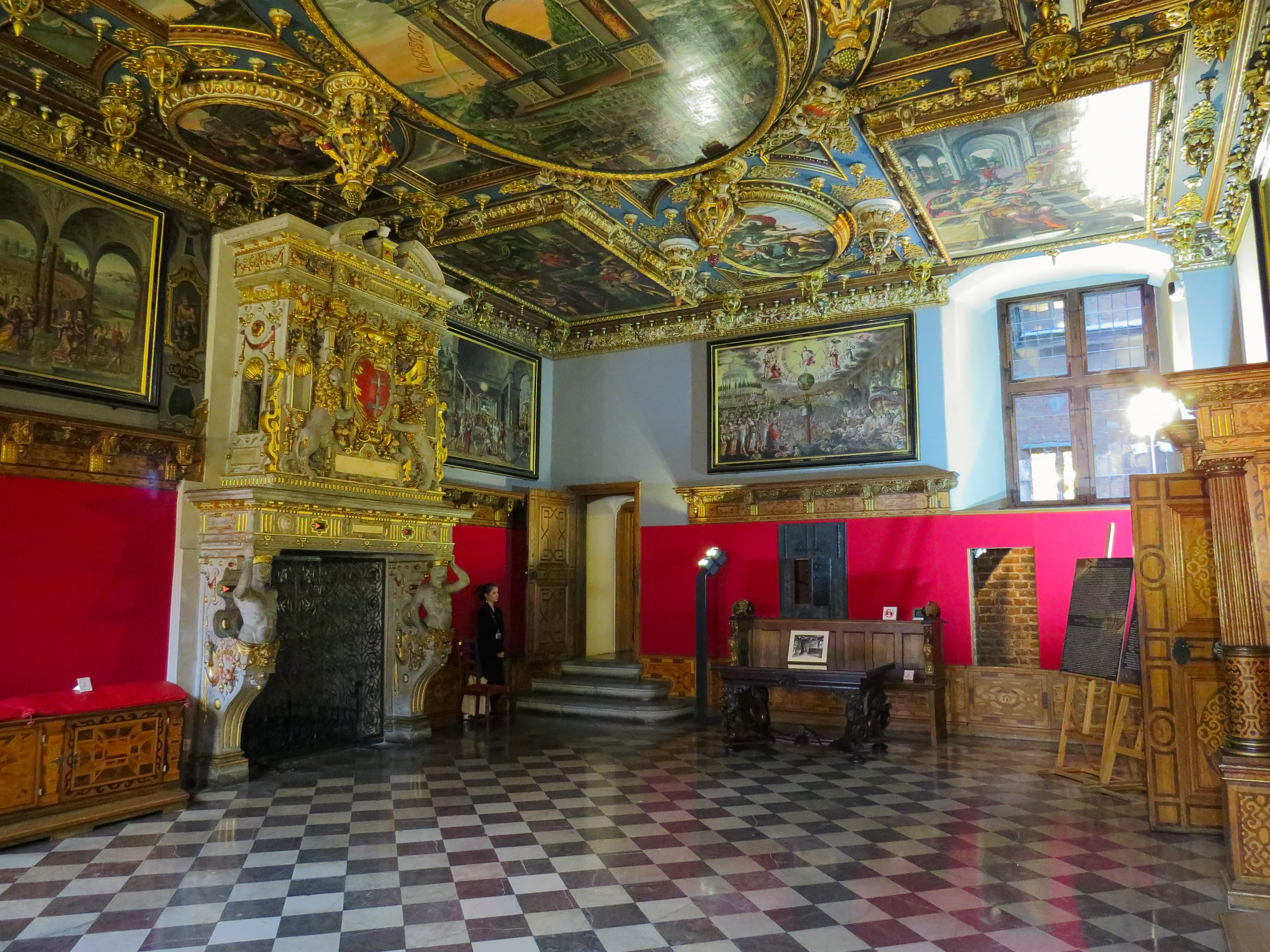
Sala Czerwona

Sala czerwona była mniej reprezentacyjna niż sala biała, jednakże jej rola była w dawnym ratuszu ważniejsza. W sali czerwonej odbywały się obrady Rady Miejskiej. Wnętrze zostało wywiezione w 1942 lub w 1943 przez co zostało zachowane, jednak w fatalnym stanie. Po zajęciu miasta przez Armię Czerwoną i przekazaniu go polskiej administracji, wnętrze wróciło do Gdańska i było tymczasowo przechowywane w Składnicy Muzealnej w Oliwie, a później w Muzeum Pomorskim w Gdańsku. W marcu 1970 obrazy i meble wróciły do sali czerwonej.
Salę czerwoną zdobią obrazy z cyklu Cnoty Obywatelskie niderlandzkiego malarza Hansa Vredemanna de Vriesa. W ramach tego cyklu zostały namalowane: Sprawiedliwość, Mądrość, Pobożność, Zgoda, Wolność, Stałość i Sąd Ostateczny. Obrazy te zostały namalowane w stylu manieryzmu niderlandzkiego z dużym wpływem antyku. Obrazy były kierowane głównie do widza wykształconego przez co nie były dosłowne.
W 1608 r. sufit sali otrzymał wspaniałą dekorację stropu z plafonem „Apoteoza Gdańska” – dzieło duetu: Szymon Herle (snycerka) i Izaak van den Blocke (obrazy).

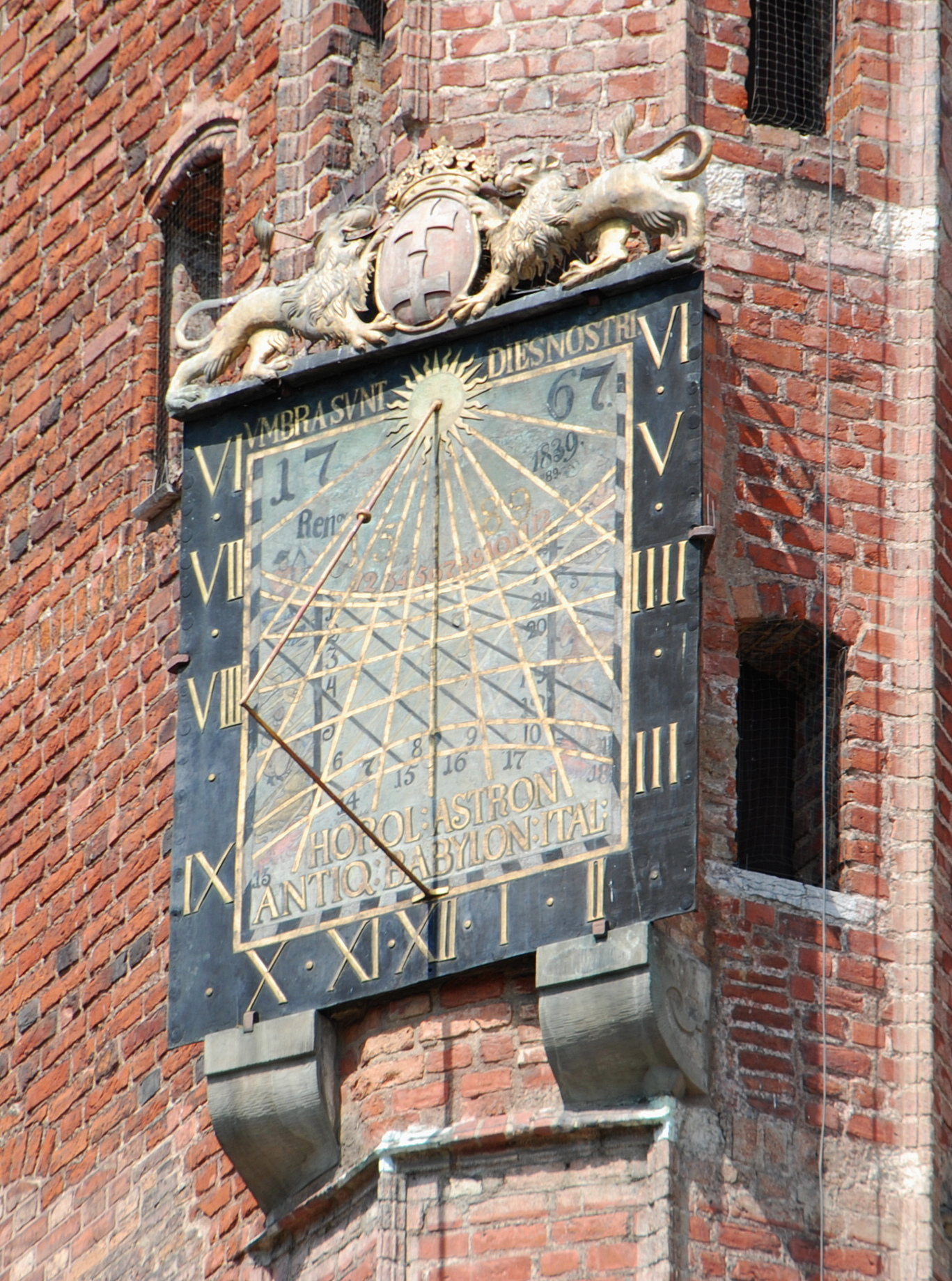
Zegar słoneczny

### Konstrukcja i elewacja
Ratusz Głównego Miasta był wielokrotnie przebudowywany (powiększany) stąd jego styl odzwierciedla dominujące style architektoniczne w momentach przebudowy. Główna bryła ratusza jest trzykondygnacyjna. Czwarta i piąta kondygnacja znajdują się w części budynku jako poddasze. W centralnej części elewacji od strony ulicy Długiej znajduje się wieża zegarowa zakończona hełmem, w którym jest carillon.

### Zegary
Oprócz zegara na wieży na ratuszu znajduje się drugi zegar. Zegar słoneczny umieszczony został w XVI wieku na narożniku budynku przy zbiegu ulic Długiej i Kramarskiej. Pod zegarem znajduje się łacińska sentencja „Cieniem są dni nasze”.

### Hełm
Hełm został wykonany przez Dirka Danielsa z Zelandii. Na hełmie znajduje się posąg króla Zygmunta Augusta.

## Legenda

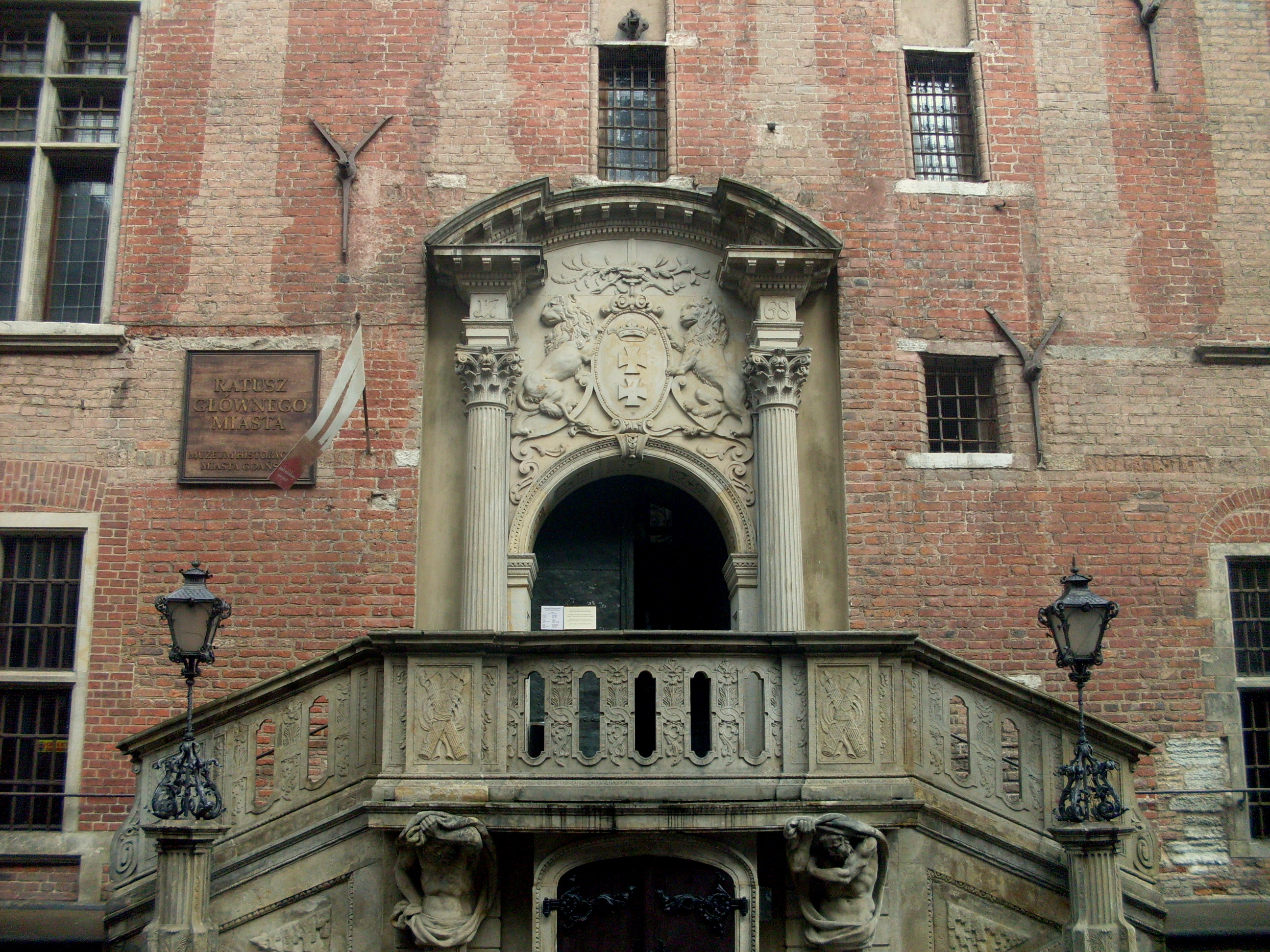
Wejście do Ratusza. Nad nim znajduje się znana płaskorzeźba przedstawiająca lwy chroniące herb miasta, z których jeden ma odwróconą głowę w stronę Złotej Bramy.

Na ratuszu nad portalem znajduje się niepoprawny herb miasta z dwoma lwami podtrzymującymi tarczę. Łeb jednego z nich zwrócony jest w kierunku Bramy Złotej. Według legendy lew ten zwrócił wzrok w kierunku, z którego spodziewano się przybycia polskiego króla.